# Universal (filosofía)

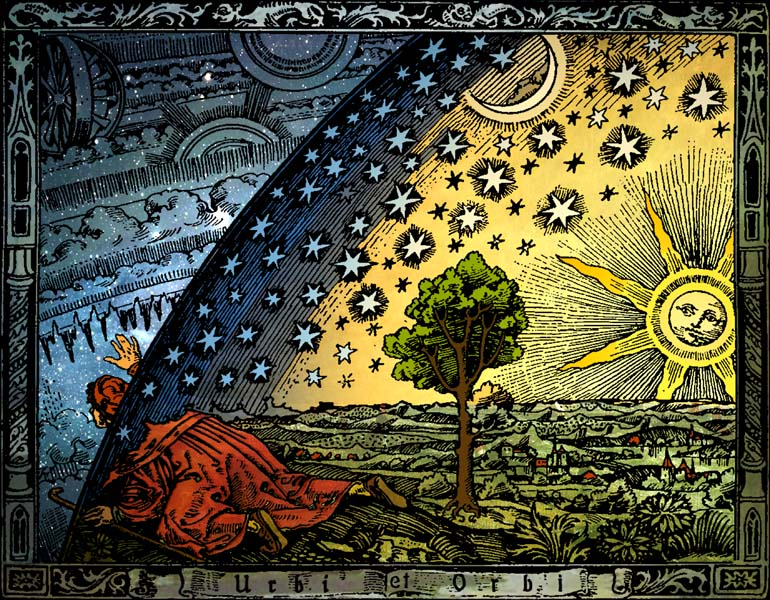
Universium

Los universales son los supuestos referentes de los predicados como "verde", "áspero", "amigo" o "insecto".
La existencia de los universales se postula para justificar nuestra manera de hablar acerca de los individuos. Así por ejemplo, estamos justificados en decir de una planta que "es verde", porque la planta posee el universal verde, o alternativamente porque el universal verde está presente en la planta. Además, podemos decir de varias cosas que "son todas verdes", porque el universal verde, siendo algo distinto de las cosas, está sin embargo presente en todas ellas. Los universales, por lo tanto, tienen la particularidad de poder estar presentes en varios lugares al mismo tiempo, algo que los distingue fuertemente de los individuos.
La existencia y naturaleza de los universales ha sido materia de arduo debate filosófico. Especialmente en la Universidad de París en el siglo XI, y tuvo especial importancia en el nominalismo. 
En general, el término "universal" se reserva para el contexto específico del problema de los universales, prefiriéndose otros términos en otros contextos.
Un universal es aquella afirmación que ocupa la totalidad de los individuos de un grupo en concreto, de manera que entra en el ámbito universal. Ej.: Todos los planetas de nuestro sistema solar son sostenidos por la gravedad de la estrella central.
Los particulares son todas aquellas afirmaciones que ocupa una parte de los individuos de un grupo en concreto, de manera que entra en un sector de la población. Ej.: Los seres humanos son platónicos.
Las implicaciones de estas definiciones en la concepción universal del individuo consisten en que el universal afecta a todos los individuos; en cambio lo particular solo afecta a la particularidad del individuo y no así a la totalidad de los individuos.